# Tannefors pappersbruk
Tannefors pappersbruk anlades av Linköpings domkyrka 1628 i Tannefors kvarnby på Stångåns norra strand. Det var i bruk till 1833.

## Historik
Tannefors var det fjärde pappersbruket som anlades i Sverige vid den tiden och det första i Östergötland. Tanneforsfallen med en höjdskillnad på 10 meter hade sedan 1300-talet blivit utnyttjade för många kvarnar varav flera drevs av domkyrkan. Verksamheten vid pappersbruket kom igång snart efter att biskopen Jonas Kylander och domkapitlet fått Gustav II Adolfs privilegium. Pappret hade ett vattenmärke i form av två korslagda nycklar. Fram till 1634 hade bruket flera privata andelsägare som Johan Casimir och Beata Oxenstierna. Bruket försåg domkapitlet med papper för skrift och tryck och sålde från 1634 papper till den då nyinrättade länsstyrelsen för Östergötlands län.
Uppgifter om att biskop Brask anlagt ett pappersbruk i Tannefors redan 1523 har inte kunnat bekräftas.